# Kujawsko-Pomorskie Centrum Edukacji Nauczycieli w Bydgoszczy
Kujawsko-Pomorskie Centrum Edukacji Nauczycieli w Bydgoszczy (KPCEN Bydgoszcz) to akredytowana publiczna wojewódzka placówka doskonalenia nauczycieli działająca na obszarze województwa kujawsko-pomorskiego, w szczególności miasta Bydgoszczy oraz powiatów: bydgoskiego, inowrocławskiego, mogileńskiego, nakielskiego, świeckiego, tucholskiego i żnińskiego.

## Charakterystyka
Celem działania KPCEN w Bydgoszczy jest wszechstronne oraz profesjonalne wspomaganie szkół i placówek oświatowych poprzez wspieranie rozwoju zawodowego nauczycieli, doradców metodycznych, dyrektorów szkół i placówek, pracowników organów nadzorujących i prowadzących szkoły i placówki, rad pedagogicznych oraz innych podmiotów edukacyjnych zgodnie z ich potrzebami i zainteresowaniami z wykorzystaniem: diagnozowania, prowadzenia szkoleń i konsultacji, ekspertyz, doradztwa oraz prowadzenie sieci współpracy i samokształcenia, a także upowszechnianie przykładów dobrej praktyki. Organem prowadzącym jest Samorząd Województwa Kujawsko-Pomorskiego. Nadzór Pedagogiczny sprawuje Kujawsko-Pomorski Kurator Oświaty.

## Struktura
1. Pracownia Humanistyczna
2. Pracownia Edukacji Przedszkolnej i Wczesnoszkolnej
3. Pracownia Edukacji Matematyczno-Przyrodniczej
4. Pracownia Zarządzania i Diagnozy
5. Pracownia Szkolnictwa i Doradztwa Zawodowego
6. Pracownia Wychowania i Psychologicznej Pomocy Szkole

## Historia
Kujawsko-Pomorskie Centrum Edukacji Nauczycieli w Bydgoszczy powstało na mocy Zarządzenia nr 34 Wojewody Bydgoskiego z dnia 21 kwietnia 1989 roku w sprawie utworzenia z dniem 1 sierpnia 1989 roku Wojewódzkiego Ośrodka Metodycznego w Bydgoszczy. Wcześniej na terenie Bydgoszczy działał Instytut Kształcenia Nauczycieli im. Władysława Spasowskiego, który uległ likwidacji na mocy Zarządzenia nr 12 Ministra Edukacji Narodowej z dnia 25.01.1989 roku. Pod tą nazwą placówka funkcjonowała do 2000 roku. 
Wtedy na mocy Uchwały Nr 35/2000 Sejmiku Województwa Kujawsko-Pomorskiego z dnia 21 lutego 2000 r. w sprawie zmiany nazwy jednostki budżetowej i nadania nowego statutu zaczęło funkcjonować Kujawsko-Pomorskie Centrum Edukacji Nauczycieli w Bydgoszczy, które działa do dziś.
Kujawsko-Pomorskie Centrum Edukacji Nauczycieli w Bydgoszczy mieści się przy ul. Jagiellońskiej 9 w historycznym budynku zaprojektowanym przez miejskiego radcę budowlanego Friedricha Müllera w 1863 r.  Obiekt jest objęty opieką konserwatorską.
Działały w nim następujące instytucje:
- niem. Bürgerschule zu Bromberg - od 1.10.1864 (zajęcia rozpoczęto 13.10.1864 r.[1][2]) – 1872[3] do 1884
- niem. Städtische mittlere Töchterschule – 1884 - 1897[4]
- niem. Städtische mittlere Mädchenschule - 1897 - 1912
- niem. Städtische Handelsschule und Staatliche gewerbliche und kaufmännische Fortbildungsschule - 1912 -1919
- niem. Städtiche kaufmännische Fortbildungsschule und Städtiche Schifferschule  - 1917 -1919
- niem. Städtisches Arbeitsamt - 1919[5]
- Państwowa Szkoła Dokształcająca Kupiecka  – 1920 -1933[6]
- Publiczna Szkoła Dokształcająca Zawodowa nr 3 – 1933[7] - 1936
- Roczna Szkoła Przysposobienia Kupieckiego I stopnia    - 1935-1939
- Miejskie 4- klasowe Koedukacyjne Gimnazjum Kupieckie  - 1935-1939[8]
- Miejska Jednoroczna Szkoła Przysposobienia Kupieckiego – 1936 - 1939
- Miejskie Gimnazjum Kupieckie – 1936[9] - 1939
- Filia Publicznej Szkoły Dokształcającej Zawodowej nr 1 – 1946-1950[10]
- Technikum Geodezyjne – 1951-1968
- Technikum Budowlane
- Pedagogiczna Biblioteka Wojewódzka – 1968-1978[11]
- Okręgowy Ośrodek Metodyczny w Bydgoszczy – 1968 -1972
- Instytut Kształcenia Nauczycieli i Badań Oświatowych – 1973-1981[12][13]
- Oddział Doskonalenia Nauczycieli – 1981-1989[14]
- Wojewódzki Ośrodek Metodyczny – 1989-2000
- Kujawsko-Pomorskie Centrum Edukacji Nauczycieli w Bydgoszczy – od 2000
- NSZZ Solidarność